# Pastis Dami
Le Pastis Dami est l'une des plus anciennes marques de pastis françaises[réf. nécessaire], créée en 1935. La marque est la propriété de la SARL Pastis Dami, liée à la Maison Damiani.

## Composition
Le Pastis Dami est un apéritif anisé corse titrant 45° et obtenu à partir d'anis étoilé, de réglisse, de plantes aromatiques, d'alcool, de sucre et d'eau.

## Histoire
Après l'interdiction de l'absinthe en 1915 en France, la première boisson anisée sous la dénomination de Pastis est créée en 1932.
Ce n'est qu'en 1938 qu'un décret-loi autorise la production de pastis titrant 45° en degrés d'alcool.
Le Pastis Dami'anis, quant à lui voit le jour en 1935, il sera plus tard rebaptisé Pastis Dami.
Pendant la guerre, le gouvernement de Vichy décide d'interdire la consommation et la vente de boissons alcoolisées ayant un degré supérieur à 16°. Cette loi est abrogée en 1951 et la consommation de ces apéritifs anisés commence alors à se développer en France.
Depuis cette époque, le Pastis Dami s'est ainsi fait une place sur le marché national des apéritifs anisés[source insuffisante]. Sa notoriété ainsi acquise, il reste le dernier pastis corse à subsister depuis le début de l'histoire de cet apéritif du XXe siècle,[source insuffisante].

## Dégustation
- Nez : mangue mûre, violette, tilleul.
- Goût : note réglissée forte. Finale fraîche avec une petite amertume.

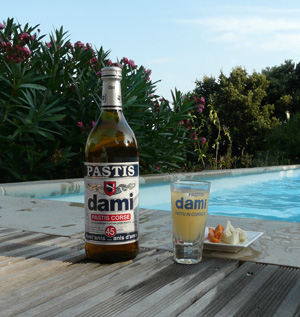
Pastis Dami.
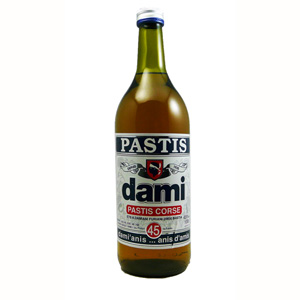
Pastis Dami.